# Peanut Butter Wolf
Peanut Butter Wolf er ejer og stifter af undergrundspladeselskabet Stones Throw Records, der blandt andet huser Madlib, MED, Oh No, James Pants, Dudley Perkins, Percee P, Georgia Ann Muldrow og J Dilla.